# Aleksander Kryczyński
Aleksander Kryczyński (zm. 1673 w Barze) – tatarski wojskowy, rotmistrz chorągwi jazdy tatarskiej, najpierw po stronie Rzeczypospolitej, a następnie od 1672 po stronie Imperium osmańskiego.
W 1653 roku był towarzyszem w chorągwi tatarskiej Jeremiego Wiśniowieckiego. W 1654 roku został rotmistrzem tatarskiej chorągwi koronnej.
Uczestnik działań zbrojnych okresu powstania Chmielnickiego i wojny polsko-tureckiej 1672–1676.
Bej twierdzy w Barze, zamordowany w 1673 przez uczestników propolskiego buntu Tatarów. Władzę na barskim zamku objął wówczas jego syn.
Dzieje Kryczyńskiego mogły dostarczyć Henrykowi Sienkiewiczowi inspiracji do stworzenia postaci Azji Tuhajbejowicza.